# リチャード・パンクハースト (政治家)
リチャード・マースデン・パンクハースト（Richard Masden Pankhurst、1834年 - 1898年7月5日）は、イングランドの法廷弁護士で、女性の権利における強力な支持者であった。彼はサフラジェットのエメリンと結婚した。

## 若年期
リチャード・パンクハーストはヘンリー・フランシス・パンクハースト（1806年 - 1873年）とマーガレット・マースデン（1803年 - 1879年）の息子である。
ストークで生を受けたが、人生の殆どをマンチェスターとロンドンで過ごし、マンチェスター・グラマースクールとマンチェスター大学で学ぶ。1858年にはロンドン大学において学士（教養）を得る。1859年には学士（法学）を優等で授与される。1863年にはゴールドメダルとともに法学博士を得る。

## 経歴
1867年、リンカーン法曹院で法廷弁護士として召喚され、北部地方巡回裁判所に参加した。同時にランカスター裁判所におけるパラタイン郡弁護士会の会員でもあった。
資格を取得した後、マンチェスター自由主義組合のメンバーになったのだが、その後になって自由党との対立が多くなった。彼は言論の自由、世界共通の普通教育、共和主義、アイルランド人向けの地方自治、インド独立運動、土地の国有化、イングランド国教会における国教廃止論や貴族院の廃止など多数の運動に参加している。全国婦人参政権協会を設立するとともに女性差別撤廃法案（イングランドで初めてとなる女性参政権に関する法案）を起草した。さらに彼は1882年に制定された妻に財産と収入における絶対的な管理能力を与えることとした既婚女性財産法の原案者でもある。
1878年、のちにエメリン・パンクハーストとしてその名が知られることになるエメリン・ゴールデンと結婚。彼は彼女とともに独立労働党の支部設立に尽力した。1889年には女性参政権連盟を結成した夫妻はケア・ハーディ、アニー・ベサント、ウィリアム・モリスやジョージ・バーナード・ショー同様に政界の一員となった。1887年にトラファルガー広場で起きた血の日曜日における暴動に立ち会った。
「赤色の博士（Red Doctor）」と呼ばれた彼は1883年にはマンチェスター選挙区、1885年にはロザリッチ選挙区、1895年にはマンチェスター・ゴートン選挙区でグレートブリテン王国および北アイルランド連合王国議会選挙に立候補するが、いずれの選挙において落選している。物議を醸すような彼の見解は多くの依頼人を勝ち取ることはなかったものの、胃潰瘍により急逝した後も独立労働党においては大きな尊敬を集めた。
彼は両親が眠るチェシャー州セイルのブルックランズ墓地に埋葬され、そこには彼らの名前が刻まれた墓石がある。

## 私生活
妻のエメリンとの間に、クリスタベル・パンクハースト（1880年 - 1958年）、シルビア・パンクハースト（1882年 - 1960年）、フランシス・ヘンリー（1884年 - 1888年）、アデラ・パンクハースト（1885年 - 1961年）、ヘンリー・フランシス（1889年 - 1910年）の計5人の子どもをもうけており、3人の娘（クリスタベル、シルビア、アデラ）はいずれも母同様にサフラジェットとして活動した。娘のシルビアに通じる形としての彼はヘレン・パンクハーストの曽祖父であると同時に、自身と同じ名前を持つ歴史家リチャード・パンクハーストの祖父でもある。

## 大衆文化において
1974年に放送されたBBCのテレビドラマ「ショルダー・トゥ・ショルダー」の登場人物としてパンクハーストが登場した。パンクハーストを演じたのはイギリスの俳優マイケル・ガフである。　

## 発言
- 熱狂無くして人生はない（Life is nothing without enthusiasms）
- 奮闘する信念はすべて我々のものだ（Every struggling cause shall be ours）
- （貴族院は）国民の自由を虐殺する公営の食肉処理場である（[The House of Lords is] a public butchering the liberties of the people）
- (イングランド国教会の聖職者は）人を襲わせる小役人根性だ（[The Clergy of the Church of England are] portentious [sic?] beadledom）